# Just the Two of Us (Will Smith)
Just the Two of Us è un singolo del rapper statunitense Will Smith, pubblicato il 20 luglio 1998 come quarto estratto dal primo album in studio Big Willie Style.

## Descrizione
Il brano è ispirato all'omonimo pezzo di Grover Washington Jr. e Bill Withers da cui Smith campiona anche testo e musica. Nell'originale il testo del brano ruotava intorno ad un rapporto di coppia, mentre nella versione di Smith si parla di un rapporto fra padre e figlio.

## Video musicale
Il videoclip, diretto da Bob Giraldi, inizia con Smith che gioca con suo figlio, Trey. Prima che la canzone inizi, Trey dice: "Ora papà, questo è un argomento molto delicato". Il resto del videoclip mostra dei padri con i figli, tra cui Smith che gioca con suo figlio, ed altre celebrità, tra cui Babyface, Nas, Magic Johnson, e Muhammad Ali (che poi Smith ha interpretato nel film biografico Alì). Nel video compare anche la moglie di Smith Jada, incinta del primo figlio della coppia, Jaden.

## Tracce
1. Just the Two of Us (Radio Edit)
2. Just the Two of Us (Rodney Jerkins Remix)
3. Just the Two of Us (Spanish Version)
4. Just the Two of Us (Korean Version)
5. Just the Two of Us (Instrumental)

## Classifiche
| Chart (1998)      | Peak position |
| ----------------- | ------------- |
| Olanda            | 46            |
| Belgio            | 40            |
| Svezia            | 53            |
| Australia         | 27            |
| Nuova Zelanda     | 6             |
| UK                | 2             |
| Canada            | 3             |
| Billboard Hot 100 | 20            |